# Carillon moderne
Pour les articles homonymes, voir Carillon (homonymie).
Ne doit pas être confondu avec Bannière de Carillon.
Le Carillon moderne, parfois nommé « drapeau de Filiatrault » ou plus simplement « drapeau de Carillon », est l'ancêtre du drapeau du Québec. Il s'en distingue par ses fleurs de lys pointant vers le centre plutôt que positionnées à la verticale. Conçu en 1902 par Elphège Filiatrault, il est très populaire durant la première moitié du XXe siècle.

## Histoire

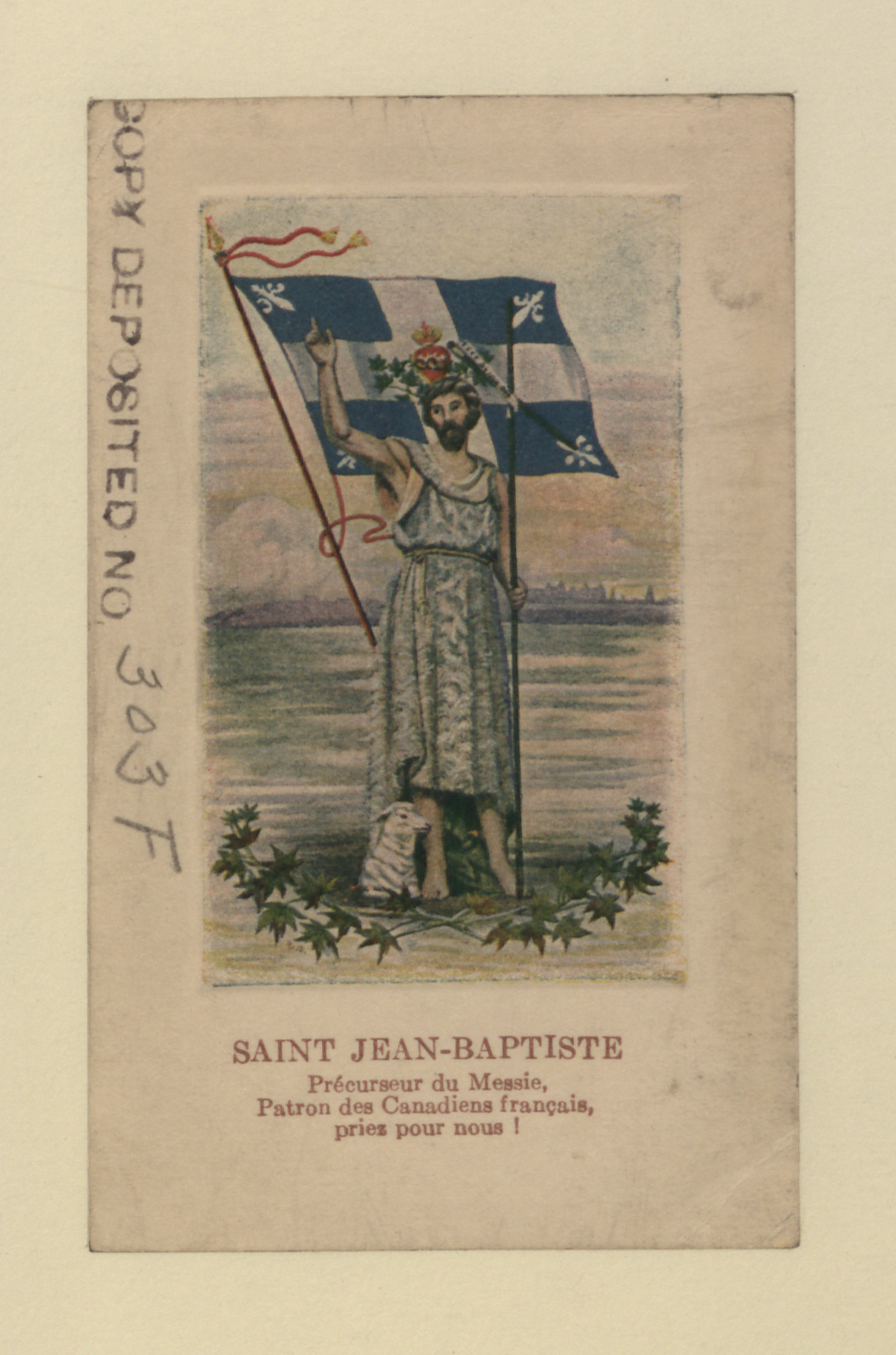
Jean le Baptiste, figure allégorique du peuple canadien français, avec le Carillon-Sacré-Cœur

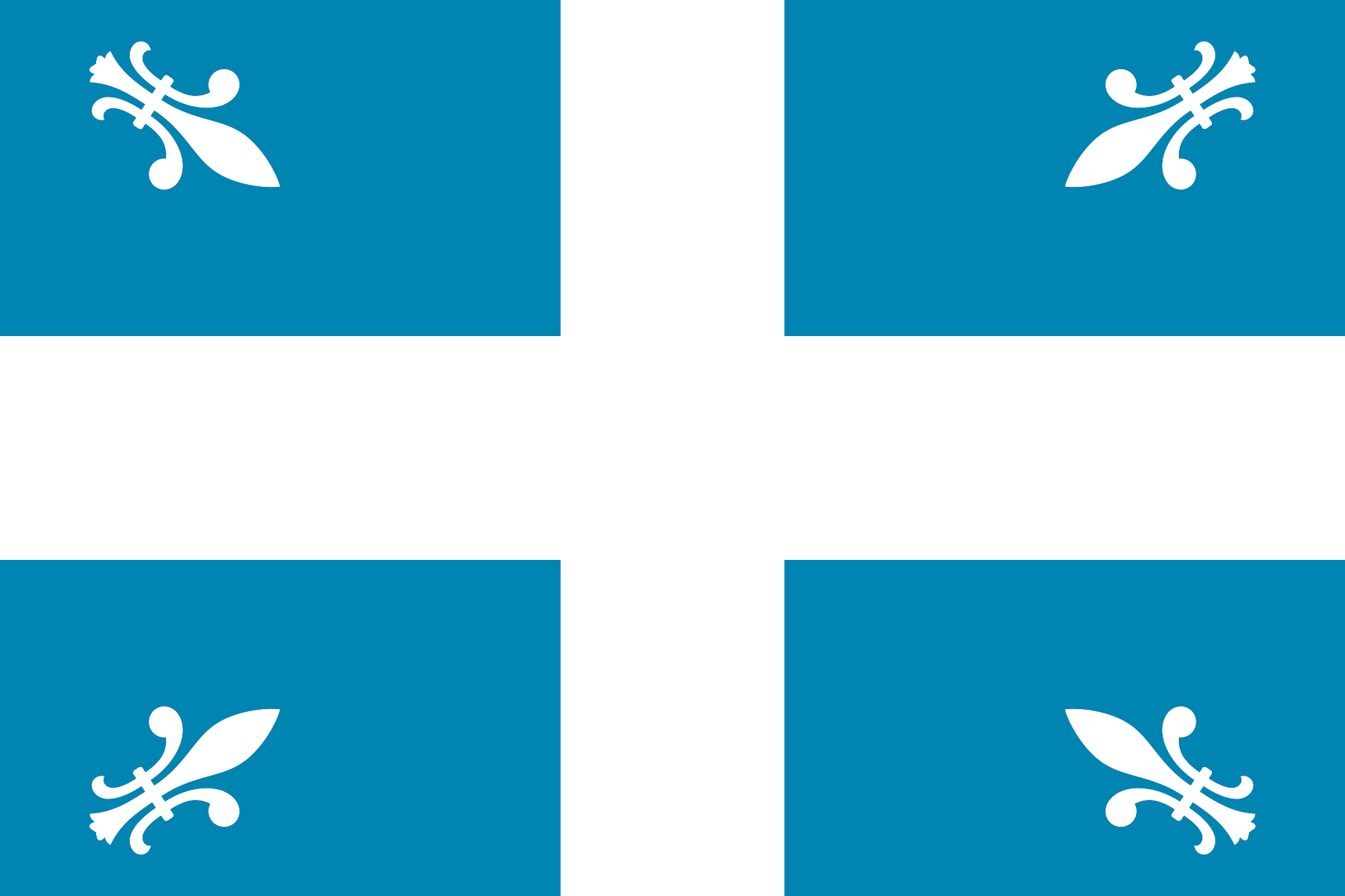
Version originale de Filiatrault en 1902

Le Carillon moderne est directement inspiré de la bannière de Carillon, un étendard hérité de la Guerre de Sept Ans et possiblement utilisé lors de la bataille de Fort Carillon qui opposait Français et Britanniques. Ce drapeau est précieusement conservé à Québec par les Récollets et apparaît à certaines occasions au XIXe siècle, entre autres lors des cérémonies de la Saint-Jean-Baptiste. En 1901, le drapeau devient propriété du Séminaire de Québec, mais celui-ci voudra à l'avenir éviter qu'on le brandisse en raison de son état précaire.

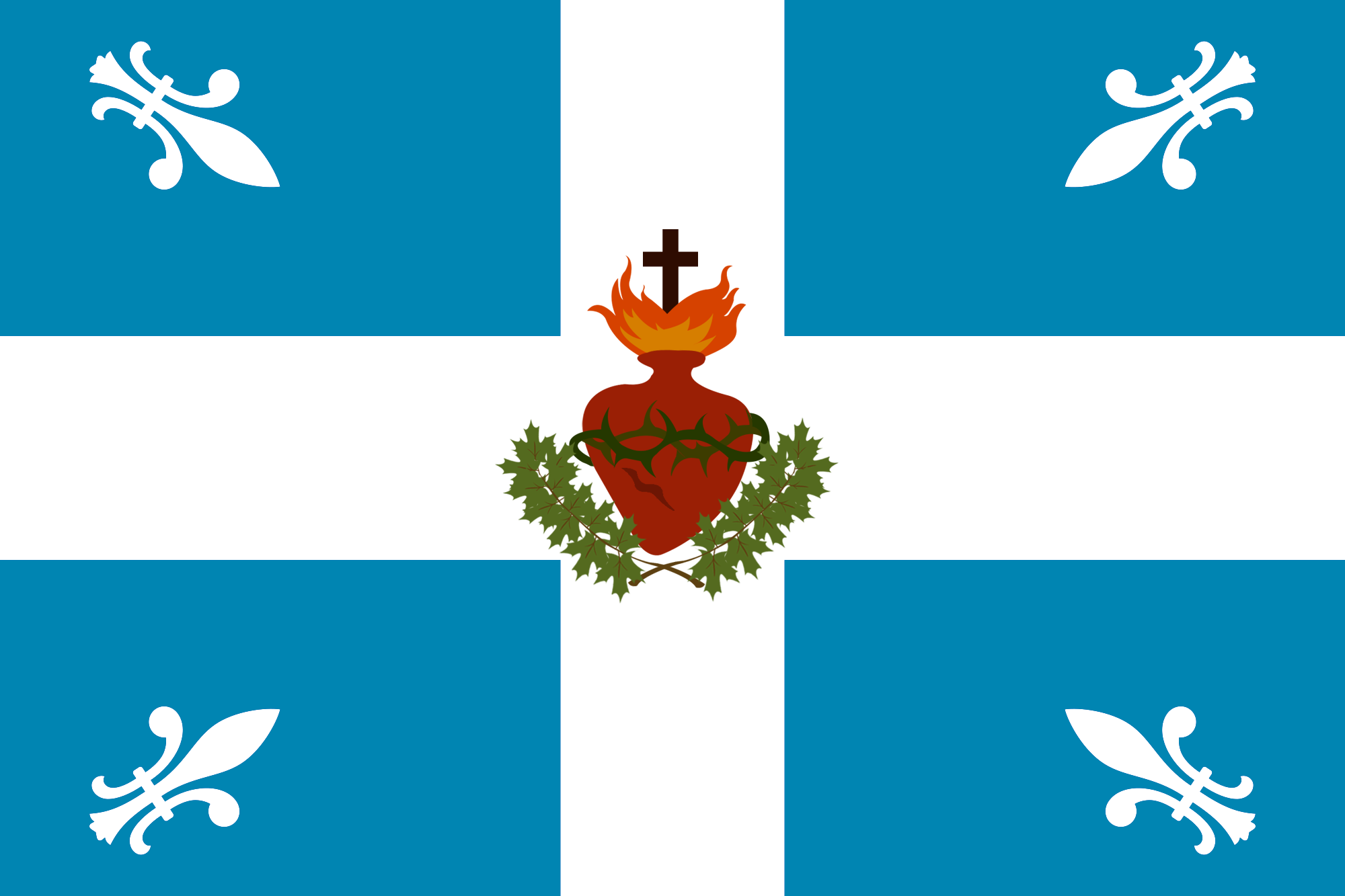
Ajout du Sacré-Cœur au centre à partir de 1903

En septembre 1902, Elphège Filiatrault, prêtre à Saint-Jude, fit hisser un drapeau sur le presbytère. S'inspirant du drapeau de Carillon, il est composé de quatre fleurs de lys inclinés vers le centre. Il ajoute une croix blanche sur le fond d'azur. L'année suivante, un comité[Lequel ?] ajoute un Sacré-Cœur au centre du drapeau de Filiatreault. Cette version gagnera rapidement la faveur populaire bien que plusieurs autres déclinaisons du drapeau de Filiatreault circuleront. Le 11 novembre 1926, le gouvernement du Québec reconnaît le drapeau comme celui de la Société Saint-Jean-Baptiste.
Bien que visible lors de cérémonies et apprécié par la population, le Carillon n'est toujours pas légalement reconnu comme le drapeau légal du Québec. Officiellement, le drapeau est alors le Quebec Blue Ensign depuis 1868, mais ce dernier n'a pratiquement pas été utilisé. Le Carillon flotte ainsi parfois aux côtés de l'Union Jack, du drapeau français ou même du drapeau du Vatican. Cette ambiguïté amène la création en 1939 du « Comité du drapeau Carillon-fleurdelisé ». À partir de 1947, plusieurs parlementaires font pression sur le premier ministre québécois Maurice Duplessis pour qu'il adopte un drapeau officiel. Cela sera finalement fait le 21 janvier 1948. Le drapeau moderne de Carillon est hissé durant quelques jours avant d'être remplacé par l'actuel drapeau du Québec.

### Postérité
En 1955, le drapeau original conçu par l'abbé Filiatrault est retrouvé dans le grenier du presbytère de Saint-Jude. Le sacristain Alphonse Labossière en fait cadeau à Raymond Girouard, un résident de la localité passionné d'histoire. Depuis 1996, il est conservé au Centre d'histoire de Saint-Hyacinthe.
Le 21 janvier 2017, jour du drapeau, le ministre de la Culture et des Communications émet un avis d’intention afin de classer le drapeau comme « objet patrimonial » en vertu de la Loi sur le patrimoine culturel. Il est officiellement classé un an plus tard.

## Carillon Sacré-Cœur
Lorsqu'il est accompagné du Sacré-Cœur on le désigne plutôt Carillon Sacré-Cœur.

## Source
- « Drapeau du Québec : le fleurdelisé », sur ameriquefrancaise.org (consulté le 21 avril 2023)
- (en) https://flagspot.net/flags/ca-qcind.html